# 1-3-1

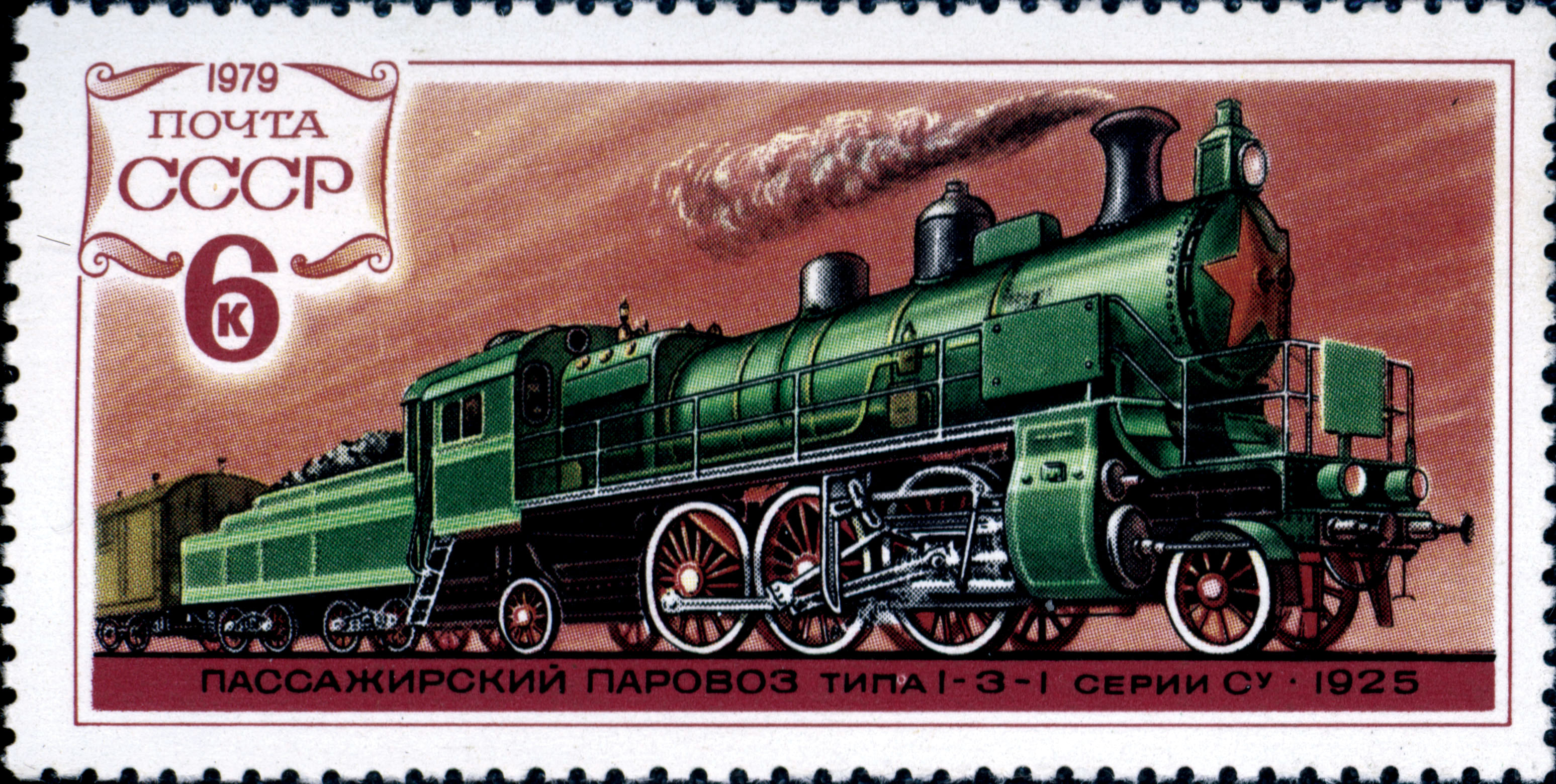
Паровоз серии Су типа 1-3-1

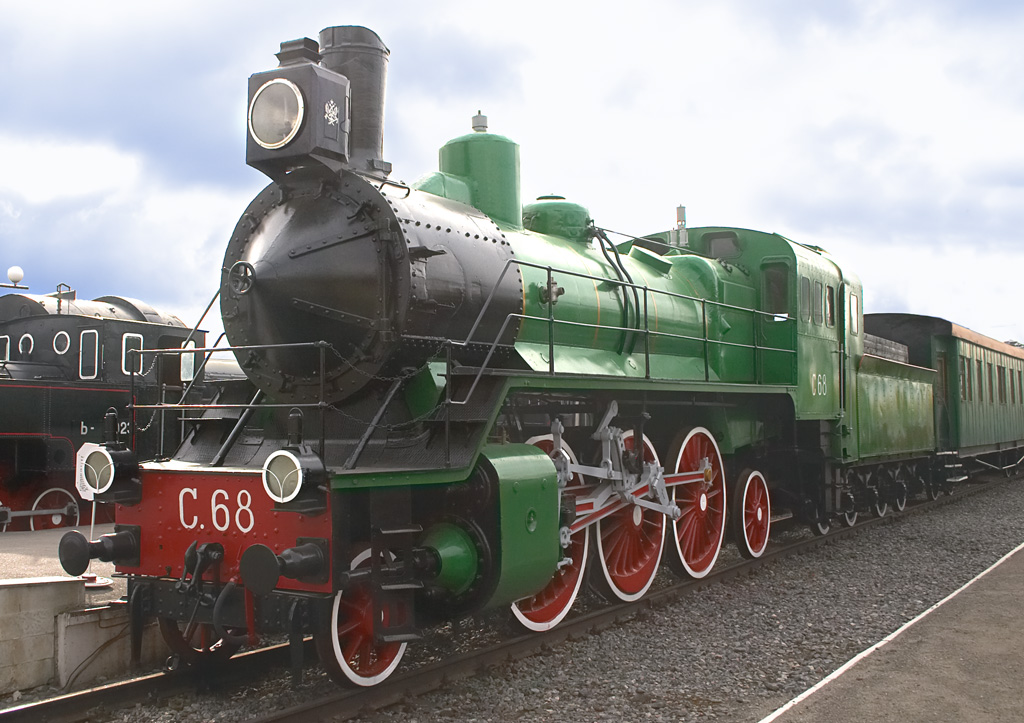
Паровоз серии С типа 1-3-1

Тип 1-3-1 — паровоз с одной бегунковой осью, тремя движущими осями в одной жёсткой раме и одной поддерживающей осью.
Другие методы записи:
- Американский — 2-6-2 («Прери»)
- Французский — 131
- Германский — 1C1

## Примеры паровозов
Русские паровозы серий С и Су, а также некоторые танк-паровозы.